# Daniel Mayr
Daniel Benjamin Mayr (* 28. Juli 1995 in Bonn) ist ein deutscher Basketballspieler. Der 2,18 m große und 116 kg schwere Innenspieler galt als eines der größten deutschen Talente auf seiner Position. Er ist der Sohn des ehemaligen Basketballnationalspielers Rolf Mayr.

## Karriere
Seine ersten Versuche auf dem Basketballfeld machte Mayr bei den Dragons Rhöndorf. Bereits im Alter von elf Jahren hatte er eine Körpergröße von 1,78 m, was eine Karriere als Basketballer nahelegte. Von 2008 bis 2014 ging Mayr für Science City Jena in unterschiedlichen Ligen auf Korbjagd. Am 17. Juli 2014 unterzeichnete er einen Vierjahresvertrag beim FC Bayern München. Beim 92:51-Heimerfolg des FC Bayern München gegen die TBB Trier am 28. Februar 2015 bestritt Daniel Mayr sein erstes Spiel in der Basketball-Bundesliga. Dabei erzielte Mayr bei einer Spielzeit von sechs Minuten drei Punkte und einen Block. Während seiner Zeit bei den Bayern bestritt er 16 Kurzeinsätze in der Bundesliga und spielte überwiegend in der zweiten Münchener Herrenmannschaft, mit der er in der Saison 2015/16 den Meistertitel der 1. Regionalliga Südost gewann.
Im Juli 2016 wechselte Mayr vom FC Bayern zum Bundesligakonkurrenten Skyliners Frankfurt. Im Laufe der Saison 2016/17 kam er aufgrund einer Knieverletzung, die er sich noch zu Münchener Zeiten zugezogen hatte, weder in der Frankfurter Bundesliga-Mannschaft noch in der Nachwuchsfördermannschaft der Hessen in der ProB zum Einsatz. Im Mai 2017 musste er sich einer weiteren Knieoperation unterziehen. Im Sommer 2018 kam es zwischen Mayr und den Frankfurtern zur Trennung. Aufgrund des Knieleidens hatte er in seiner Frankfurter Zeit kein Punktspiel bestritten. Im Mai 2019 wurde Mayr von den EN Baskets Schwelm (2. Bundesliga ProB) als Neuzugang vermeldet. Nach langer Verletzungspause wollte er dort wieder den Anschluss an den Leistungsbasketball schaffen. Für Schwelm erzielte er in der Saison 2021/22 im Mittel 8 Punkte, 6,9 Rebounds und 2,3 Blocks.
Im Sommer 2022 wechselte Mayr zum Zweitligisten Wiha Panthers Schwenningen. Er spielte bis Anfang Januar 2023 für die Mannschaft. Mayr kam in 15 Einsätzen für Schwenningen auf Mittelwerte von 4,4 Punkten sowie 3,9 Rebounds je Begegnung. Im selben Monat schloss sich Mayr der SG ART Giants Düsseldorf an.
Mayr kehrte im Sommer 2023 nach Villingen-Schwenningen zurück, wurde Spieler und Geschäftsführer der Black Forest Panthers (2. Bundesliga ProB), dem Nachfolger der Wiha Panthers Schwenningen. Er verfehlte mit der Mannschaft 2024 den ProB-Verbleib. Anschließend war er nicht mehr für den Verein tätig. Ende Oktober 2024 schloss er sich dem Drittligisten SV Fellbach an. In der Sommerpause 2025 kehrte er nach Rhöndorf (ebenfalls 2. Bundesliga ProB) zurück.

## Auszeichnungen und Erfolge
- ProA-Youngster des Monats: 11/2013, 12/2013, 1/2014
- NBBL-Verteidiger des Jahres: 2013, 2014
- Teilnahme am Adidas-Eurocamp 2014 in Treviso
- Teilnahme am Basketball-Without-Borders-Programm 2012 in Moskau
- Teilnahme an der U18-Europameisterschaft 2012 in Litauen
- Teilnahme an der U16-Europameisterschaft 2011 in der Tschechischen Republik
- Teilnahme am Albert-Schweitzer-Turnier 2010